# TC Electronic
TC Electronic is een Deens bedrijf gericht op audioapparatuur dat werd opgericht in 1976. Het bedrijf produceert effectpedalen, basversterkers, audio-interfaces, audioplugins en studioapparatuur.
De naam wordt ook wel gestileerd als tc electronic of t.c. electronic of kortweg TC.

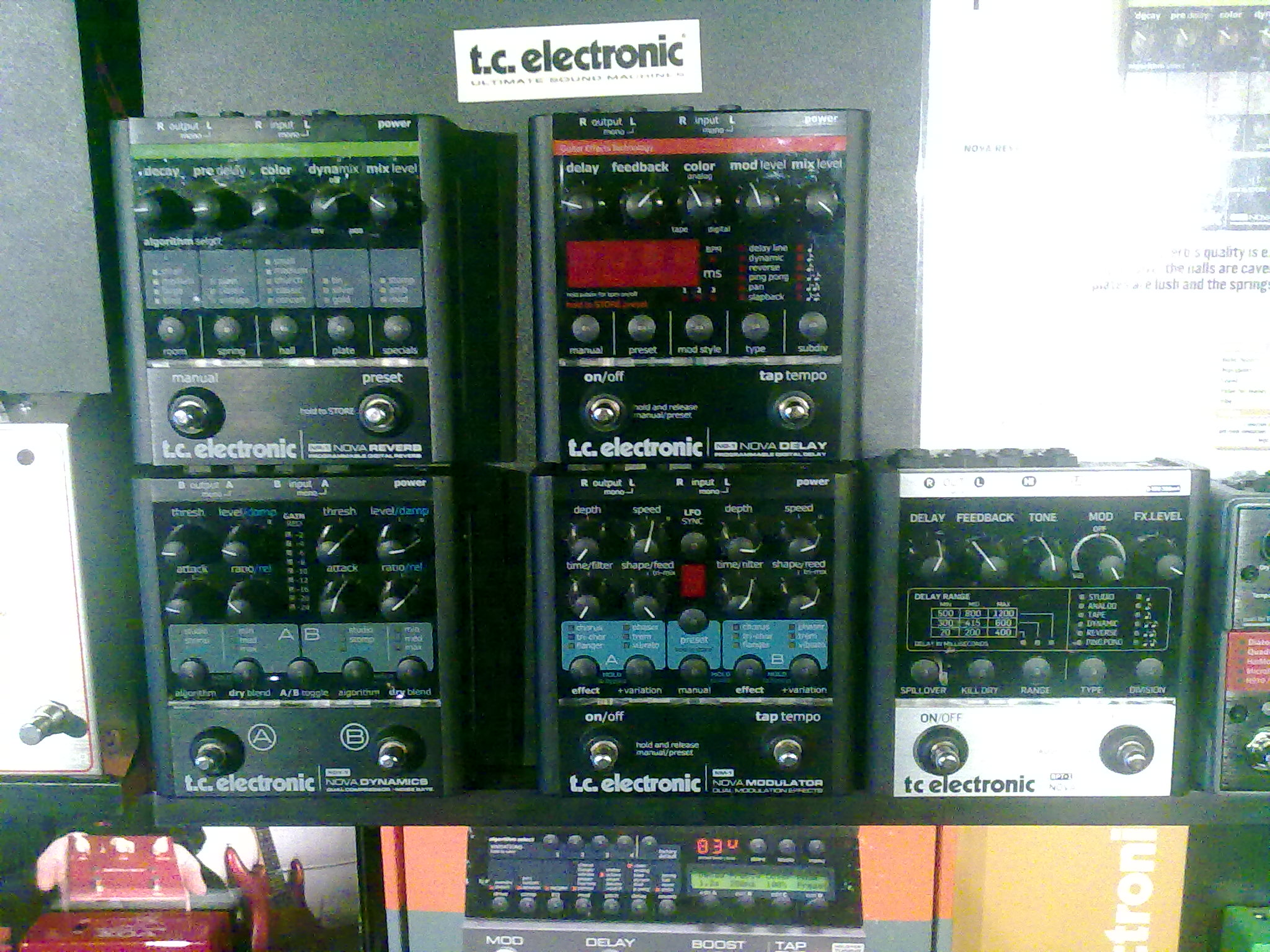
Effectpedalen

## Geschiedenis
TC Electronic werd opgericht door de broers Kim en John Rishøj in Aarhus, Denemarken. Hun eerste product, de SCF ("Stereo Chorus + Pitch Modulator & Flanger") werd een groot succes.
Het bedrijf vormde in 2002 de TC Group na de overname van TGI. Het huidige TC Group is een holding van de vijf individuele merken Tannoy, Lab.Gruppen, TC Electronic, TC-Helicon en TCIApplied Technologies.
In 2015 werd de TC Group overgenomen door Music Group, dat in 2017 werd hernoemd naar Music Tribe.